# Neuropteris

Нейроптерис (Neuropteris) — вимерлий насінний папороть, що існував у кам'яновугільний період відомий лише з скам'янілостей. Найвідоміший вид Neuropteris ovata.

## Скам'янілості
Це досить поширений викопний папроть в кам'яному вугіллі з алетоптерісом та подібними папоротями.
Одне з поширених скам'янілостей листя, колись отримало назву Neuropteris scheuchzeri. У 1989 році його було перекласифіковано у Macroneuropteris scheuchzeri.
Це найпоширеніша скам'янілость у Мазон-Крік у штаті Іллінойс.

## Галерея

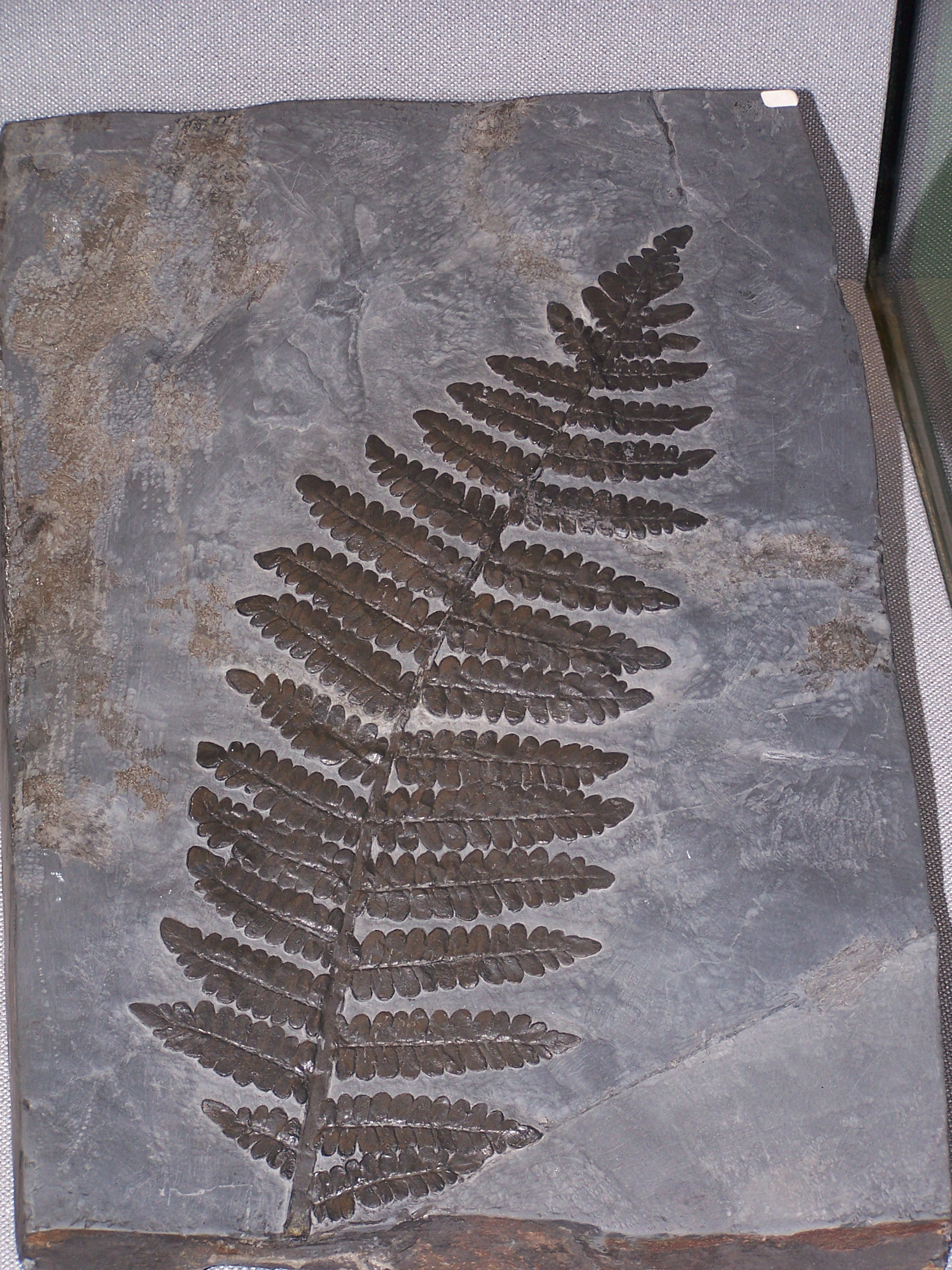
Нейроптерис
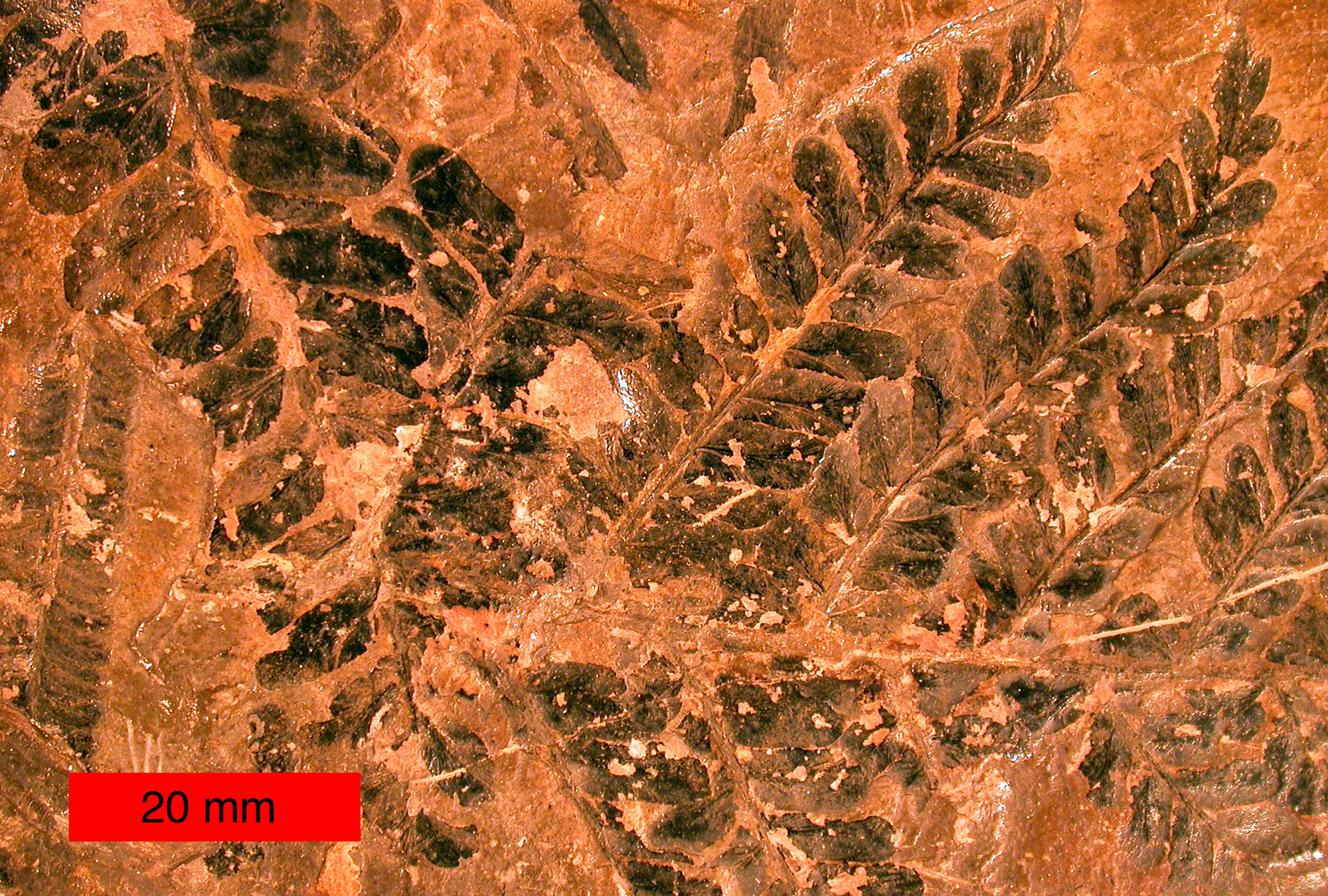
Neuropteris ovata Hoffmann
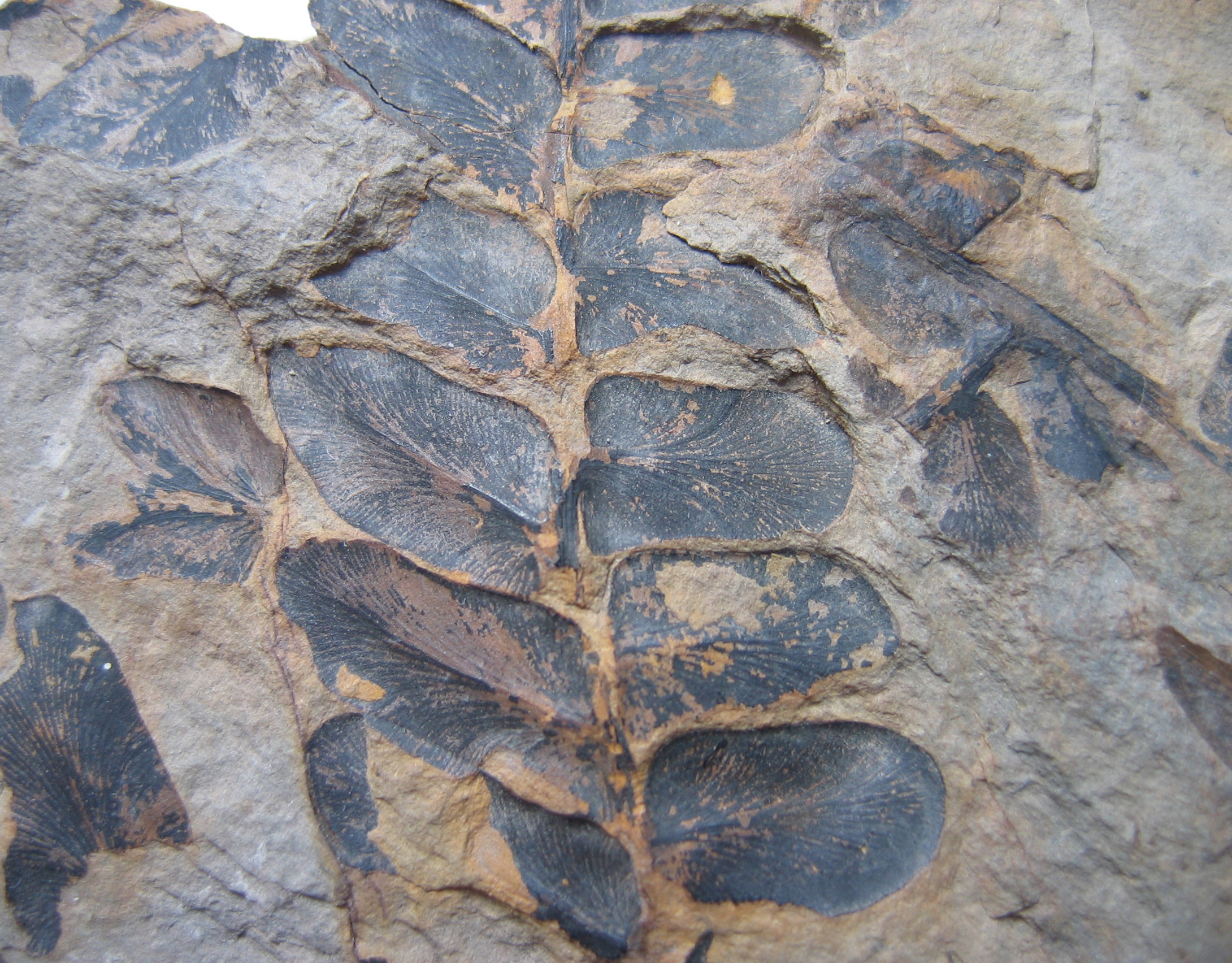
Neuropteris ovata Hoffmann